# LEB RBe 4/8
Die LEB RBe 4/8 sind zweiteilige meterspurige elektrische Niederflurtriebzüge der Chemin de fer Lausanne-Echallens-Bercher (LEB) in der Westschweiz, hergestellt von Stadler Altenrhein.

## Ausgangslage

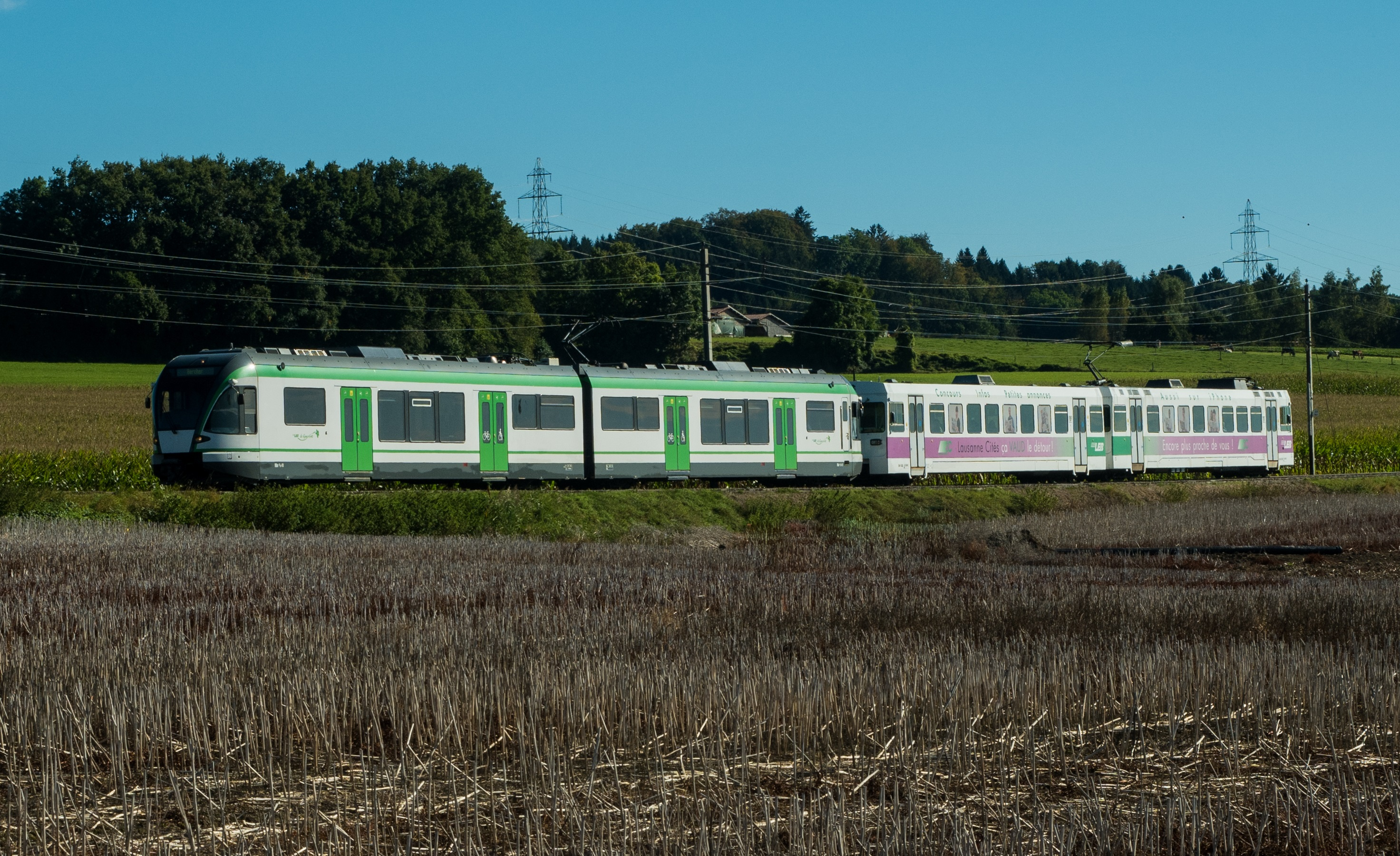
Die RBe 4/8 können mit dem bisherigen Rollmaterial Be 4/8 in Vielfachsteuerung verkehren.

Obwohl der am 10. Dezember 2008 an Stadler Rail Altenrhein vergebene Auftrag für sechs Triebzüge rund 41 Millionen Franken umfasste, wurde er weder von der LEB noch vom Hersteller bekanntgegeben. Für die Beschaffung leistete der Kanton Waadt vorgängig eine Darlehensgarantie über 41 Millionen Franken. Mit der Beschaffung trug die LEB dem gestiegenen Fahrgastaufkommen Rechnung, das sich seit der Streckenverlängerung von Chauderon ins Stadtzentrum nach Flon verdoppelte. Zudem waren die neuen Züge Voraussetzung für die Einführung des Viertelstundentakts zwischen Lausanne-Flon und Cheseaux. Die ersten sechs Fahrzeuge kamen 2010 in Betrieb.
Weil mehrere Waadtländer Meterspurbahnen starke Nachfragesteigerungen verzeichneten, beschloss der Kanton im Jahr 2013 eine Kapazitätssteigerung und Erneuerung der auf seinem Gebiet verkehrenden Privatbahnen. Während MBC, Travys, MOB und NStCM die neu entwickelten Westschweizer Meterspurzüge beschafften, bestellten MVR und TPC zusammen 15 Zahnrad-GTW und die LEB vier weitere RBe 4/8, die 2017 ausgeliefert wurden. Zu diesem Zeitpunkt plante die LEB, ihre Flotte mit sechs weiteren zweiteiligen Triebzügen zu verjüngen.

## Technik

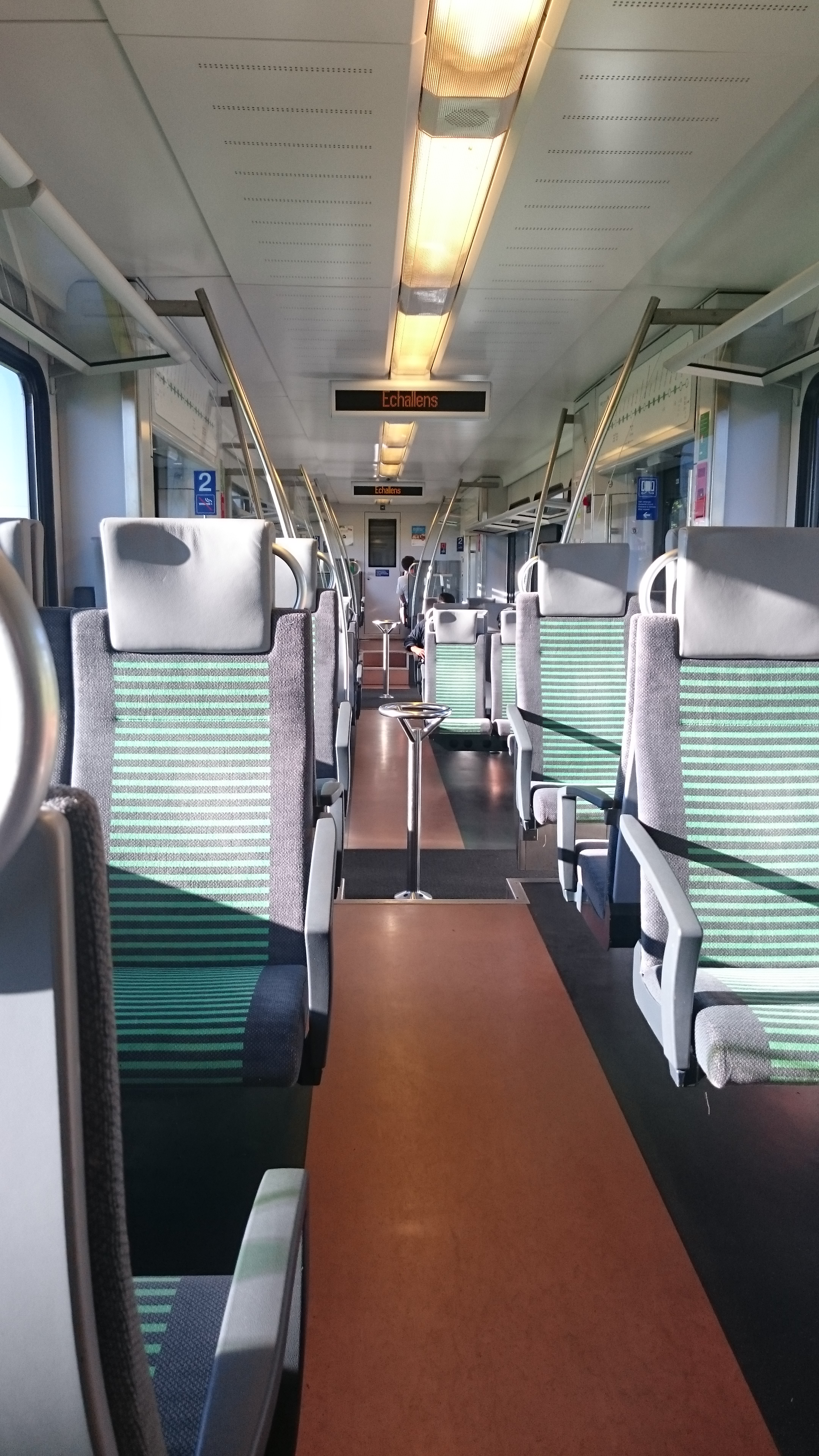
Inneneinrichtung der RBe 4/8

Die zweiteiligen Züge bestehen aus zwei baugleichen Triebwagen mit mehr als 60 % Niederfluranteil und sind vorbereitet für eine nachträgliche Verlängerung mit einem Zwischenwagen. Die Bezeichnung RBe 4/8 ist der Höchstgeschwindigkeit von 120 km/h geschuldet, die allerdings auf der Strecke Lausanne–Bercher nicht ausgefahren werden kann. Obwohl sich wie beim Flirt die Hochflurbereiche über den äusseren angetriebenen Drehgestellen befinden, lassen sich die Fahrzeuge keinem der bekannten Stadler-Fahrzeugtypen zuordnen.
Die RBe 4/8 sind 42,1 Meter lang, bieten 118 Sitzplätze und sind mit Klimaanlage und luftgefederten Drehgestellen ausgestattet. Die Niederflurbereiche zwischen den beiden Einstiegstüren jedes Wagenkastens beinhalten Mehrzweckabteile mit Platz für Kinderwagen, Velos und Rollstühle. Die insgesamt acht Türen mit einer Breite von 140 Zentimetern ermöglichen einen schnellen Fahrgastwechsel. Eine Besonderheit sind die beiden übereinander angeordneten Schiebetritte, die eine Anpassung an unterschiedliche Einstiegshöhen vom Trottoir bis zu 55 Zentimetern hohen Perrons ermöglichen. Bis zu drei Züge können in Vielfachsteuerung verkehren, wobei für Dreifachtraktion die Verlängerung diverser Perrons notwendig wäre.

## Namen und Werbung

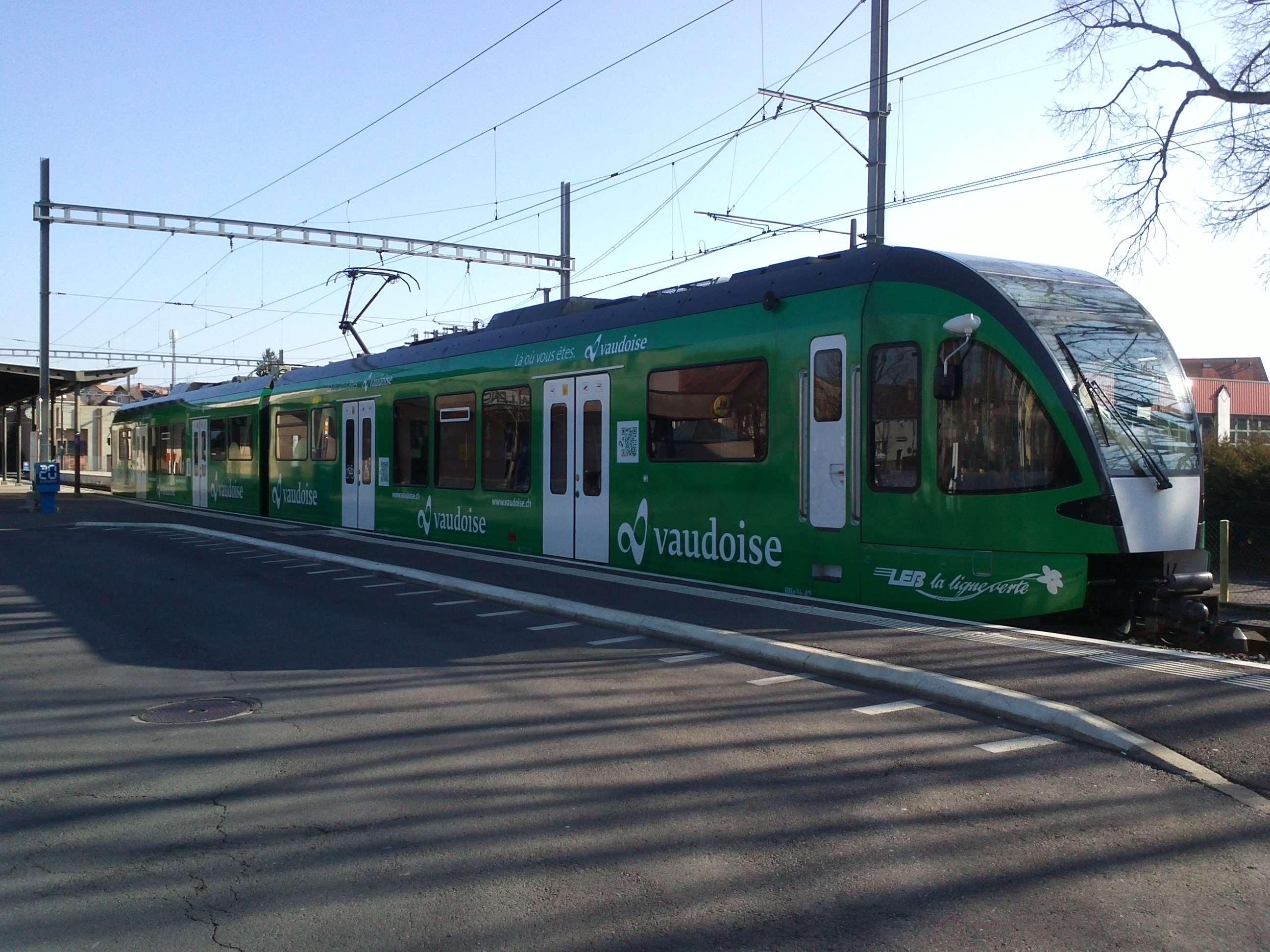
RBe 4/8 42: Werbung für Vaudoise

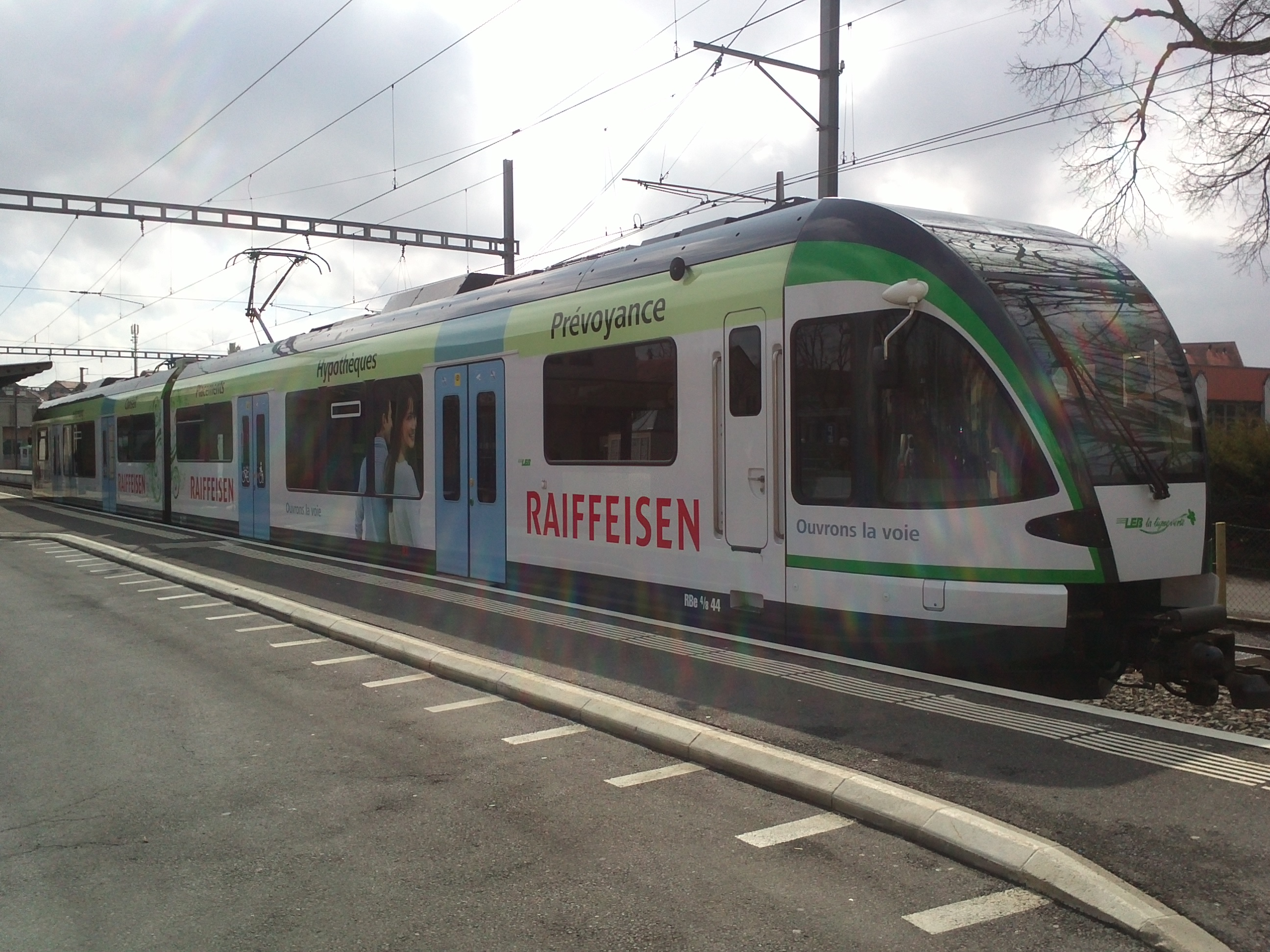
RBe 4/8 44: Raiffeisen

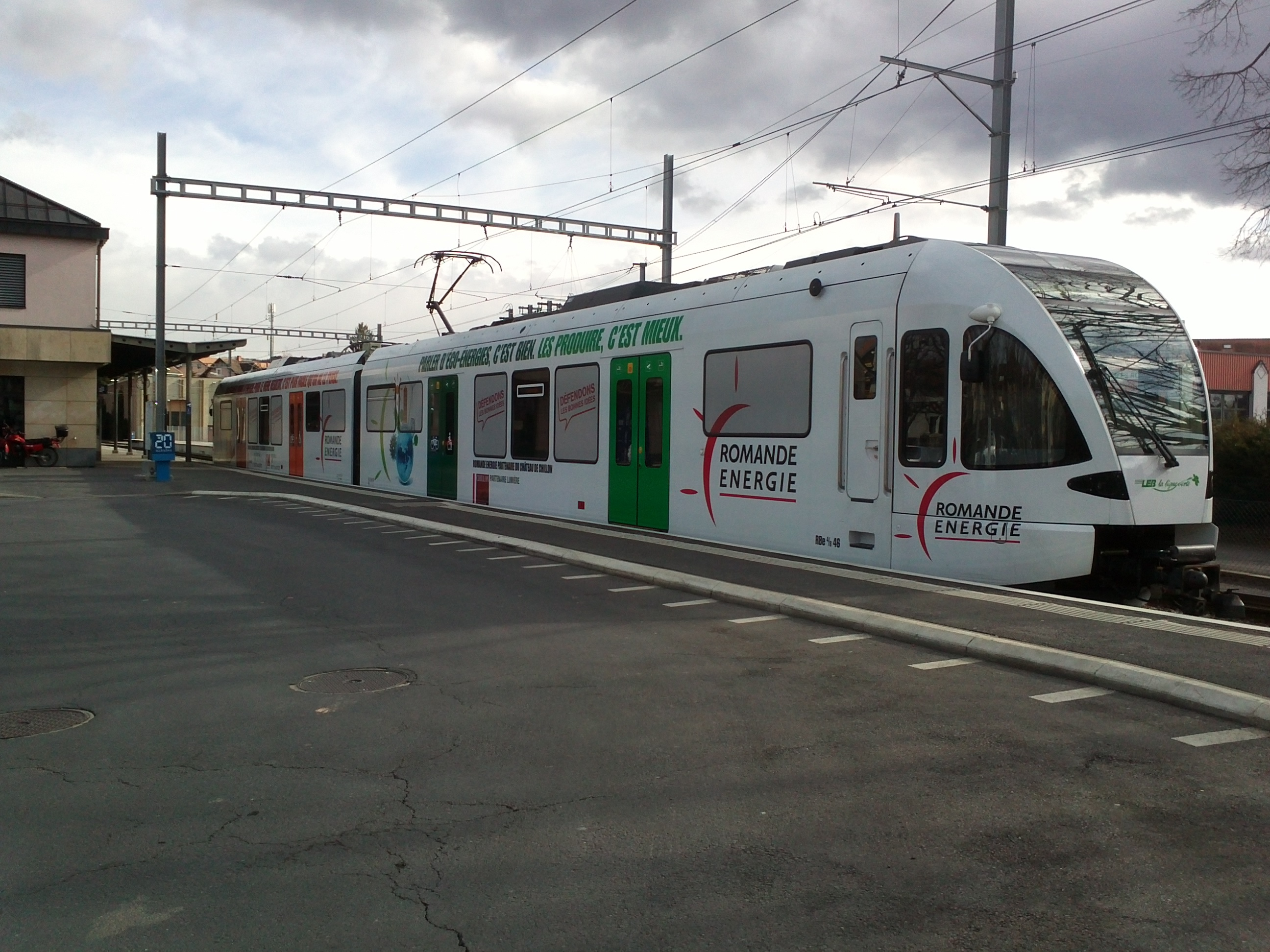
RBe 4/8 46: Romande Energie

| 1. Serie 41–46 | 1. Serie 41–46 | 1. Serie 41–46              |
| Nr.            | Name           | Werbung                     |
| -------------- | -------------- | --------------------------- |
| 41             | –              | Fête du Blé et du Pain 2018 |
| 42             | –              | Vaudoise                    |
| 43             | –              | –                           |
| 44             | –              | Raiffeisen                  |
| 45             | –              | Chantier de spectacle       |
| 46             | –              | Romande Energie             |

|       |
|       |
|       |
|       |
|       |
|       |
|       |
|       |
| [ 3 ] |

| 2. Serie 47–50 | 2. Serie 47–50 | 2. Serie 47–50 |
| Nr.            | Name           | Werbung        |
| -------------- | -------------- | -------------- |
| 47             | –              | –              |
| 48             | –              | –              |
| 49             | –              | –              |
| 50             | Canton de Vaud | –              |

|       |
|       |
|       |
|       |
|       |
|       |
| [ 3 ] |